# 内瀬戸真実
内瀬戸 真実（うちせと まみ、1991年10月25日 - ）は、日本の女子バレーボール選手。

## 来歴
宮崎県延岡市出身。小学1年生の頃に姉の影響を受けてバレーボールを始める。延岡学園高校時代には、1年からレギュラーで、インターハイ や春高バレー に出場し活躍した。同校での1学年先輩に新鍋理沙がいる。
卒業後は鹿屋体育大学に進学。4年次には全日本バレーボール大学男女選手権大会優勝に大きく貢献し、自らもスパイク賞・ブロック賞およびレシーブ賞を獲得した。
同月、Vプレミアリーグに所属する日立リヴァーレ（現・Astemoリヴァーレ茨城）の内定選手となった。2014年1月18日、Vプレミアリーグのパイオニアレッドウィングス戦で途中出場しプレミアデビューを飾った。同年4月、Vリーグ20周年ニューヒロイン賞に輝いた。同月には日本代表に初選出された。
翌月のモントルーバレーマスターズの予選リーグ第1戦のアメリカ合衆国戦で先発出場して全日本デビューを果たした。同年8月のワールドグランプリで銀メダルを獲得した。
2015年のワールドカップに日本代表選手として選出され、出場した。
2017年6月21日、日立を退団。
2017年9月、イタリアバレーボールリーグ（セリエA2）のヘルマエア・オルビアへの入団が決まったことがクラブの公式Facebookにてアナウンスされた。
2018年6月、トヨタ車体クインシーズに入団し、2シーズンプレーした。
五輪イヤーとなる2020年、日本代表登録メンバーから外れた。同年6月、さらなる自身のレベルアップを目指し、埼玉上尾メディックスに移籍。
2021年、同じく埼玉上尾に所属の吉野優理が負傷により日本代表を辞退したため、代わりとして2シーズンぶりに日本代表メンバーに登録された。
2022年、日本代表としてネーションズリーグに出場。その後の世界選手権に向けての代表合宿中にリベロへの転向を打診され、それを受け入れる。代表監督の眞鍋政義からは、メンバーの中でサーブレシーブが一番良いと評価されていた。そして、世界選手権の代表メンバーにリベロとして選出された。しかし、経験のないリベロでのプレーはなかなか慣れることが出来ず、ネットでは辛辣な評価が多かった。大会中は目に触れないようにしていたが、Instagramのダイレクトメッセージで「日本の恥だ」と悪質なメッセージが送られ、それがとても辛かったと話している。
2023年4月28日、2022-23シーズン終了をもっての現役引退が発表された。自身の中でやりきったという気持ちがあり、次のステージに進みたい理由で引退を決断した。最後の大会となった第71回黒鷲旗大会でチーム初となる決勝進出に貢献し、敢闘賞を受賞。最後の試合となる決勝では敗れたものの、チーム最多の16得点を挙げてチームをリードした。試合後のインタビューで25年の選手生活を「本当に幸せなバレーボール人生でした」と振り返った。
2024年、埼玉上尾に事務局スタッフとして復帰した。
2025年3月、韓国Vリーグのアジア枠トライアウトにエントリーしたが、4月に行われたドラフトでは指名されなかった。6月、埼玉上尾から2シーズンぶりの現役復帰が発表された。

## プレースタイル
- 守備力の高さ、特にサーブレシーブには定評があり、小柄ながら得点力の高さも評価されていた。
- 日立入団当初まではオーバーハンドでのドライブサーブを得意としていた[10][35]。

## 球歴
- 日本代表 - 2014-2019年、2021-2022年
  - 世界選手権 - 2018年、2022年
  - ワールドカップ - 2015年
  - ネーションズリーグ - 2018年、2019年、2022年
  - ワールドグランプリ - 2014年、2015年、2016年、2017年
  - アジア選手権 - 2017年

## 所属チーム
- 延岡学園高校
- 鹿屋体育大学（2010-2014年）
- 日立リヴァーレ（2014-2017年）
- ヘルマエア・オリビア（イタリア語版）（2017-2018年）
- トヨタ車体クインシーズ（2018-2020年）
- 埼玉上尾メディックス（2020-2023年、2025年-）

## 受賞歴
- 2014年
  - Vリーグ 20周年ニューヒロイン賞
  - 第63回黒鷲旗大会 若鷲賞
- 2023年
  - 第71回黒鷲旗全日本選抜大会 敢闘賞、ベスト6

## 個人成績
Vプレミアリーグレギュラーラウンドにおける個人成績は下記の通り。
| シーズン | 所属       | 出場 | 出場   | アタック | アタック | アタック | アタック | ブロック | ブロック | サーブ | サーブ | サーブ | サーブ | レセプション | レセプション | 総得点 | 備考     |
| -------- | ---------- | ---- | ------ | -------- | -------- | -------- | -------- | -------- | -------- | ------ | ------ | ------ | ------ | ------------ | ------------ | ------ | -------- |
| シーズン | 所属       | 試合 | セット | 打数     | 得点     | 決定率   | 効果率   | 決定     | /set     | 打数   | エース | 得点率 | 効果率 | 受数         | 成功率       | 総得点 | 備考     |
| 2013/14  | 日立       | 15   | 49     | 152      | 48       | 31.6%    | %        | 8        | 0.16     | 100    | 3      | 3.00%  | 12.2%  | 252          | 67.1%        | 59     | 内定選手 |
| 2014/15  | 日立       | 21   | 63     | 480      | 155      | 32.3%    | %        | 13       | 0.21     | 208    | 4      | 1.92%  | 9.5%   | 325          | 67.7%        | 172    |          |
| 2015/16  | 日立       | 21   | 81     | 554      | 202      | 36.5%    | %        | 13       | 0.16     | 329    | 11     | 3.34%  | 13.4%  | 468          | 62.4%        | 226    |          |
| 2016/17  | 日立       | 21   | 83     | 627      | 225      | 35.9%    | %        | 20       | 0.24     | 331    | 9      | %      | 11.4%  | 371          | 67.9%        | 254    |          |
| 2018/19  | トヨタ車体 |      |        |          |          | %        | %        |          |          |        |        | %      | %      |              | %            |        |          |